# 沃尔夫冈·丰克尔
沃尔夫冈·丰克尔（德語：Wolfgang Funkel，1958年8月10日—），德国男子足球运动员，场上位置是后卫。他曾代表西德国奥队参加1988年夏季奥林匹克运动会足球比赛，获得一枚铜牌。